# Tanausis
Tanausis (fl. XIV-XIII secolo a.C.) fu un leggendario re dei Goti secondo quanto riporta Giordane nel De origine actibusque Getarum.

## Storia
Lo studioso del XIX secolo Alfred von Gutschmid fa risalire il suo regno al periodo compreso tra il 1323 a.C. e il 1290 a.C.
Secondo il De origine actibusque Getarum fu il re gotico che fermò l'avanzata dell'esercito egizio di re Sesostris (che Giordane chiama Vesosis). Durante la battaglia sulle rive del fiume Phasis Tanausis si oppose al faraone che aveva già conquistato Etiopia e Scizia. 
Secondo Giordane Tanausis inseguì gli egizi fino alle rive del Nilo, dove fiume e fortificazioni gli impedirono di uccidere Sesotris "nella sua terra". Il territorio conquistato da Tanausis in Asia venne assegnato al suo più fedele amico Sornus, re dei Medi. Alcuni di coloro che avevano seguito Tanausis rimasero ad abitare le terre conquistate, e Giordane afferma che secondo Pompeo Trogo diedero vita ai Parti, precisando che in lingua scita "Parthi" significa "abitanti del deserto".
In seguito alla sua morte, Giordane dice che i Goti venerarono Tanausis come un dio.